# Хакимов, Мирзарахман
Мирзарахман Хакимов (1901 год, кишлак Нанай, Туркестанский край, Российская империя — дата и место смерти неизвестны) — колхозник, коневод, Герой Социалистического Труда (1948).

## Биография
Родился в 1901 году в кишлаке Нанай, Туркестанский край (в настоящее время — Ташкентская область, Узбекистан).
В 1930 году вступил в колхоз «Янги-Турмыс» Бостандыкского района. Трудился скотником, затем старшим конюхом.
В 1947 году в сложных послевоенных условиях получил и вырастил 20 жеребят от 20 конематок. За свой доблестный труд был удостоен в 1948 году звания Героя Социалистического Труда.
С 1958 года работал в садоводческо-винодельческом совхозе «50 лет газеты Правда» Орджоникидзевского района Ташкентской области.
В 1964 году вышел на пенсию.

## Награды
- Герой Социалистического Труда — указом Президиума Верховного Совета от 23 июля 1948 года;
- Орден Ленина (1948);
- Орден Трудового Красного Знамени (1949).